# Подкапова, Зденка
Зде́нка По́дкапова (чеш. Zdenka Podkapová; 6 августа 1977; Брно, Чехословакия) — чешская фотомодель и порноактриса, снимающаяся в откровенных фотосессиях и фильмах.

## Биография
С детства Зденка начала заниматься художественной гимнастикой. В течение пяти лет Зденка входила в состав чешской сборной по художественной гимнастике. В начале 90-х Зденка выиграла юношеское первенство по художественной гимнастике и четырежды становилась чемпионкой страны.
В 18 лет Зденка уходит из спорта. В 1996 году она участвует в своей первой фотосессии на Канарских островах. В 1998 году её фотографии впервые публикуют в США.
С этого момента Зденка начинает много сниматься для мужских журналов. В 2001 году она становится «Pet Of The Year» журнала «Penthouse» («Любимица года»). Она снимается в фильмах для журнала.
После этого она появляется на обложках журналов: «Esquire», «IronMan», «Maxim», «Perfect 10», «Perfection», «QUO» и «Front».
Несмотря на то, что Зденка участвует в откровенных фотосессиях и фильмах для взрослых, она является актрисой так называемого «лёгкого порно» (англ. soft porno), то есть на экране и фотографиях нет половых актов с её участием.

## Фильмография
- The Hottest Women on Earth («Самые жаркие женщины Земли») — 2006 г.
- Zdenka & Friends («Зденка и друзья») — 2005 г.
- Truly Nice Tits 7: Super Sized («По-настоящему очаровательные сиськи. Супер-размер») — 2004 г.
- May Girls of IVOLT («Девушки мая» — съемочный материал). 2002 г.
- Hot Body Competition: Hotties of the Year («Конкурс жарких тел. Самые горячие девушки года») 2001
- Penthouse: Pet of the Year («Пентахауз: Девушка года») — 2001 г.
- Decadence («Декаданс») — 2000 г.
- Hot Body Competition: Ultimate Thong-a-thon («Конкурс жарких тел») — 2000 г.
- Secret Paris («Тайный Париж») — 2000 г.
- Penthouse Pet of the Year Play-Off 2001 («Выборы девушки 2001 года в Пентхаус») — 2000 г.